# Fulvetta striaticollis
Fulvetta striaticollis é uma espécie de ave da família Paradoxornithidae.
Pode ser encontrada nos seguintes países: China e Índia.